# Congruente matrices
In de lineaire algebra zegt men van twee vierkante matrices {\displaystyle A,B\in K^{n\times n}}(over het lichaam (Ned) / Veld (Be) {\displaystyle K}) dat ze congruent zijn als er een inverteerbare matrix {\displaystyle P\in K^{n\times n}} bestaat zodanig dat 
{\displaystyle B=P^{\text{T}}\!\!AP},
waarin {\displaystyle P^{\text{T}}} de getransponeerde aanduidt van {\displaystyle P}. 

## Verband met bilineaire vorm
Twee matrices zijn dan en slechts dan congruent als ze beide een grammatrix zijn van dezelfde bilineaire vorm.

### Bewijs
Stel dat {\displaystyle A} en {\displaystyle B} congruente {\displaystyle n\times n}-matrices zijn over een lichaam/veld {\displaystyle K}. Kies als basis de eenheidsvectoren {\displaystyle \{e_{1},\ldots ,e_{n}\}} in {\displaystyle V=K^{n}} en definieer de bilineaire vorm {\displaystyle \alpha \colon V\times V\to K} door:
{\displaystyle \alpha (e_{i},e_{j})=A_{ij}}
Dan is voor {\displaystyle x,y\in K^{n}}
{\displaystyle \alpha (x,y)=x^{\text{T}}\!\!Ay}
De vectoren {\displaystyle \{f_{1}=Pe_{1},\ldots ,f_{n}=Pe_{n}\}} vormen ook een basis en voor de bilineaire vorm met:
{\displaystyle \beta (f_{i},f_{j})=B_{ij}}
geldt:
{\displaystyle \alpha (f_{i},f_{j})=f_{i}^{\text{T}}Af_{j}=(Pe_{i})^{\text{T}}A(Pe_{j})=e_{i}^{\text{T}}P^{\text{T}}\!\!APe_{j}=e_{i}^{\text{T}}Be_{j}=B_{ij}=\beta (f_{i},f_{j})}
dus {\displaystyle \beta =\alpha }.
Stel omgekeerd dat de matrices {\displaystyle A} en {\displaystyle B} beide de 
bilineaire vorm {\displaystyle \lambda \colon V\times V\to K} representeren. Dan zijn er bases {\displaystyle \{e_{1},\ldots ,e_{n}\}} en {\displaystyle \{f_{1},\ldots ,f_{n}\}}, zodat:
{\displaystyle \lambda (x,y)=x_{e}^{\text{T}}\!Ay_{e}=x_{f}^{\text{T}}\!By_{f}=(Px_{f})^{\text{T}}\!A(Py_{f})=x_{f}^{\text{T}}\!P^{\text{T}}\!\!APy_{f}}
waarin {\displaystyle x_{e},\,x_{f},\,y_{e},\,y_{f}} de getallenrijtjes zijn van de coördinaten van {\displaystyle x} en {\displaystyle y} ten opzichte van de bases {\displaystyle \{e\}} en {\displaystyle \{f\}}, en {\displaystyle P} de matrix van de basistransformatie is. Kennelijk is:
{\displaystyle B=P^{\text{T}}\!\!AP},
dus zijn {\displaystyle A} en {\displaystyle B} congruent.

## Equivalentierelatie
Matrix-congruentie is een equivalentierelatie, want:
- (Reflexiviteit) Elke matrix is congruent aan zichzelf; neem {\displaystyle P=\mathbb {I} } de eenheidsmatrix.
- (Symmetrie) Als {\displaystyle B} congruent is met {\displaystyle A}, is ook {\displaystyle A} congruent met {\displaystyle B}, want {\displaystyle P} is inverteerbaar, dus

{\displaystyle A=(P^{-1})^{\text{T}}\!BP^{-1}}
- (Transitiviteit) Als {\displaystyle A} congruent is met {\displaystyle B} en {\displaystyle B} congruent met {\displaystyle C}, geldt dat er inverteerbare matrices {\displaystyle P} en {\displaystyle Q} bestaan zodat

{\displaystyle A=P^{\text{T}}\!BP}
en 
{\displaystyle B=Q^{\text{T}}\!CQ},
Hieruit volgt dat 
{\displaystyle A=(QP)^{\text{T}}\!C(QP)},
en, omdat met {\displaystyle P} en {\displaystyle Q} ook {\displaystyle QP} inverteerbaar is, is {\displaystyle A} dus congruent met {\displaystyle C}.